# Not Much Force
Not Much Force é um curta-metragem mudo norte-americano de 1915, do gênero comédia, com o ator cômico Oliver Hardy.

## Elenco
- Julian Reed - Sarsfield O'Toole
- Lou Gorey - Sra. O'Toole
- Jean Dumar - Mabel O'Toole
- Raymond McKee - Pat McNat
- Dallas Welford
- Oliver Hardy - (como O.N. Hardy)
- Caroline Rankin - Malinda